# The Militant (giornale)
The Militant è un periodico settimanale espressione del Socialist Workers Party. È pubblicato negli Stati Uniti e distribuito in altri Paesi quali il Canada, il Regno Unito, l'Australia e la Nuova Zelanda.

## Storia

### Le origini

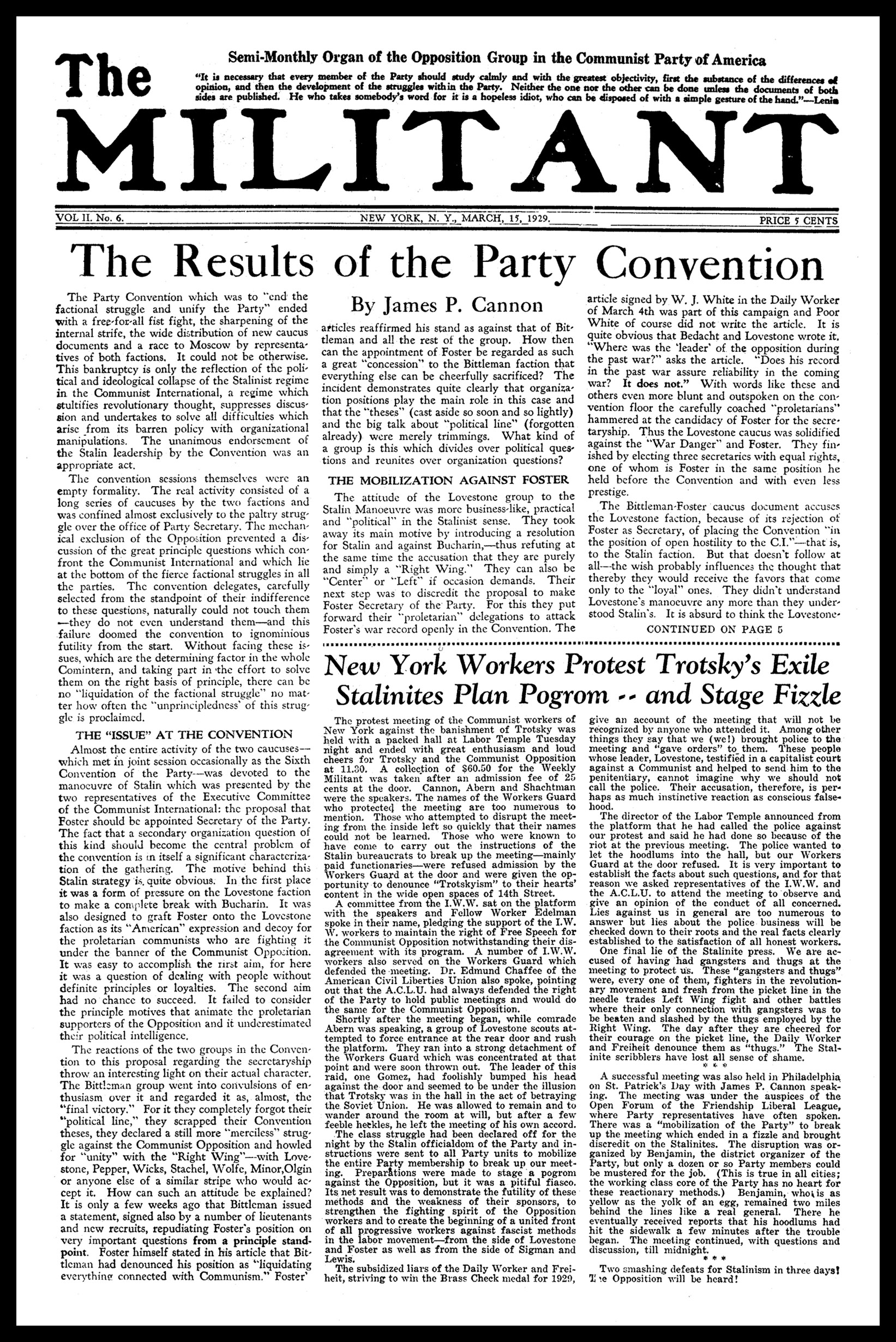
Prima pagina del 15 marzo 1929

Il primo numero della rivista, a cadenza quindicinale, fu pubblicato dall'Opposition Group in the Workers (Communist) Party of America il 15 novembre del 1928 da James P. Cannon e altri trotskisti statunitensi (Martin Abern e Max Shachtman).
Nel dicembre del 1934 con la fusione del Communist League of America con l'American Workers Party (guidato da A. J. Muste) e la conseguente formazione del Workers Party of United States, il periodico divenne organo settimanale di partito con il nuovo nome The New Militant, sempre a cura di James P. Cannon.
Nel 1936, con l'entrata del Workers Party of United States nel Socialist Party of America, cessano le pubblicazioni. Il giornale di riferimento dei trotskisti divenne il Socialist Appeal, settimanale curato da Albert Goldman con sede a Chicago prima di essere spostato nel 1937 a New York dove divenne organo ufficiale del Left Wing Branches of the Socialist Party.

### Pubblicazione corrente
Il Socialist Workers Party fu fondato nel gennaio del 1938 dai trotskisti espulsi dal Socialist Party. Il giornale di riferimento di questo partito è rimasto il Socialist Appeal prima di riprendere il nome originario di The Militant nel febbraio del 1941. 
Dall'estate del 2005 The Militant è pubblicato anche in lingua spagnola (El Militante) e dal 2012 viene pubblicata anche un'edizione in lingua francese (Le Militant).